# Music of the Spheres
Music Of The Spheres – studyjny album Mike’a Oldfielda z 2008 roku, będący jednocześnie pierwszym w dorobku tego artysty albumem muzyki poważnej.
Dostępna jest zarówno wersja jednopłytowa jak i dwupłytowa zawierająca dodatkowy krążek z nagraniem na żywo.
Nagrania w Polsce uzyskały status złotej płyty.

## Utwory
„Part 1”
1. „Harbinger” – 4:08
2. „Animus” – 3:09
3. „Silhouette” – 3:19
4. „Shabda” – 3:56
5. „The Tempest” – 5:48
6. „Harbinger Reprise” – 1:30
7. „On My Heart” – 2:26

„Part 2”
1. „Aurora” – 3:42
2. „Prophecy” – 2:54
3. „On My Heart Reprise” – 1:16
4. „Harmonia Mundi” – 3:46
5. „The Other Side” – 1:28
6. „Empyrean” – 1:37
7. „Musica Universalis” – 6:24